# Jai Angsuthasawit
Jai Angsuthasawit (Adelaide, 16 februari 1995) is een Australisch-Thais baanwielrenner. 

## Carrière
Hij won in 2013 met de Australische ploeg de teamsprint op de Wereldkampioenschappen baanwielrennen voor junioren. Vanaf 2017 komt Angsuthasawit uit voor Thailand. Hij won de keirin tijdens de Aziatische Spelen van 2018.

## Palmares
| Jaar       | AK              | OK         | WK         | Overig                    |
| Als Junior | Als Junior      | Als Junior | Als Junior | Als Junior                |
| ---------- | --------------- | ---------- | ---------- | ------------------------- |
| 2012       | teamsprint      |            |            |                           |
| 2013       |                 |            | teamsprint |                           |
| Als elite  |                 |            |            |                           |
| 2014       |                 | teamsprint |            |                           |
| 2015       | keirin          | teamsprint |            |                           |
| 2016       | teamsprint      |            |            |                           |
| Jaar       | TK              | AK         | WK         | Overig                    |
| 2017       |                 |            |            |                           |
| 2018       | keirin · sprint |            |            | Aziatische Spelen: keirin |
| 2019       | keirin          |            |            |                           |
| 2020       |                 |            |            | WB Klassement: Keirin     |